# Clun Forest
Ne doit pas être confondu avec Clun.
Le clun forest est une race de moutons britannique. 

## Origine

### Historique
Cette race est d'une population de moutons du sud-ouest de l'Angleterre, proche du Pays-de-Galles. Sélectionnée à partir de 1837, elle a donné une race à viande.

### Aire de répartition et effectifs
Cette race est bien implantée au Royaume-Uni.
Elle est élevée en France depuis l'importation à partir de 1962 par Anselme Leduc, éleveur de brebis près de Limoges  et un registre généalogique y a été ouvert en 1970. Elle n'a pas subi de croisements.
Elle est aussi très bien représentée dans le nord des Pays-Bas.

## Caractéristiques physiques
Elle porte une toison blanche. La tête et les membres sont brun foncé mais la peau est rose et les muqueuses claires. Les deux sexes sont sans corne. La tête est dégagée et le front porte un toupet de laine. Les oreilles sont droites et portées haut. Le cou est allongé, le tronc aussi, les reins solides. Les agneaux ont des gigots arrondis qui s'affinent chez l'adulte.
C'est une race de taille moyenne. La brebis pèse environ 55 kg et le bélier 80 kg.

## Aptitudes de l'élevage
La brebis agnèle facilement grâce à la conformation de son bassin et à ses contractions puissantes. La mère a un instinct très développé : il n'y a pas d'abandon et elle défend bien son ou ses agneaux. La prolificité est bonne avec en moyenne 1,75 agneau par brebis et par mise bas.
C'est une race rustique apte au plein air. Elle exploite les pâturages mêmes médiocres. (terrains acides et pauvres) Elle est aussi apte à l'élevage en altitude.
C'est une bonne base de croisement. La petite taille de la tête encourage l'utilisation de ses béliers sur les agnelles primipares. Elle a aussi servi de base à un élevage de brebis F1 en croisement avec des races bouchères moins rustiques.
La toison est moyennement lourde mais de grande qualité. La laine est très fine, homogène et élastique (aptitude à être tricotée).
Enfin, la beauté de sa tête avec un air éveillé a séduit des amateurs de tondeuse écologique. Elle entretient son espace et fournit de la viande pour la consommation familiale.